# 洋里桥
洋里桥，又名继善桥，是位于中国福建省福州市闽清县省璜镇璜兰村的一个明代古桥，2019年入选第六批闽清县文物保护单位。
洋里桥是闽清县迄今发现保存最为完整的木构伸臂橋，始建于万历四十六年（1618年），康熙年间重修，全长20米，面阔5间，用柱34根，桥中建有佛龛，桥两侧建有木栏、坐椅，桥面上有亭子，桥拱梁木长短相接，由斗拱和廊柱支撑。